# 5pb.
5pb. Inc (яп. 株式会社 5pb.) — японська компанія-розробник відеоігор і рекорд-лейбл для відеоігор і аніме-музики. 5pb. сформувався 6 квітня 2005 року після того, як Чійомару Шікура залишив Scitron, щоб заснувати власну компанію. Назва компанії походить від фрази «П'ять сил і основ». Компанія складається з двох частин: 5pb. Games для виробництва відеоігор і 5pb. Records для рекорд-лейблу. 5pb. була дочірньою компанією TYO Group. Шікура є співвласником 5pb. з AGOne, філією Dwango Japan.

## Відеоігри
- Re:Zero -Starting Life in Another World- Death or Kiss (2017, PlayStation 4, PlayStation Vita)[1]